# Успіх
У́спіх (англ. success; нім. Erfolg n; також до́спіх —
1. Позитивний наслідок роботи та справи, змагання, життя тощо; значні досягнення, вдача, талан.
2. Позитивний результат діяльності, факт вищого досягнення поставленої мети. Здобутий успіх є великим збудником нової енергії, могутнім стимулятором творчих пошуків і злетів.[2]
3. Суспільне визнання чого-небудь або кого-небудь, яке супроводжується почуттям потрібності й отриманням позитивних емоцій.

Протилежністю успіху є невдача.

## Розвиток поняття та сучасний стан досліджень
Первісно, поняття «успіх» позначало виключно загальний результат, наслідок, конклюзія або ефект дій (наприклад, як у вислові: «Успіх — це сума правильних рішень»). Часом, цим словом описують тільки досягнення чи, можливо, (ро́ковий) хід подій. Лише пізніше, особливо з індустріалізацією, слово отримало нейтральне значення результату, без емоційного забарвлення. Для того, що згодом позначено «успіхом», спершу використовували такі поняття, як перемога або щастя.
В академічній дискусії є численні спроби впровадити поняття суб'єктивного відчування щастя чи переживання успіху та зробити його вимірюваним. Прикладом може слугувати концепція потоку, введена Чиксентмихаї. Таким чином, виникає свого роду відчуття щастя, коли людські здібності зростають рівною мірою, як і виклики. Збільшення цих вимог, але швидше, ніж здібностей, призводить до стресу, та навіть до емоційного вигорання. І навпаки, коли виклики суттєво не великі, як здібності, це призводить до нудьги. Нестача як викликів, так і компетентності викликає відчуття апатії.
Ця концепція є основою для багатьох інших теорій успіху, чиїм загальним знаменником є інтерпретація успіху як здібності досягати своїх цілей. Для практичної реалізації навичок використовується концепція «сили перетворення», за допомогою якої можна виміряти вагу можливостей, перетворити наміри, цілі й знання на результати.
У сучасних дослідженнях, спрямованих на пояснення феномену успіху, основна увага приділяється навичкам (компетенціям), а не рисам особистості, мотивам чи різним теоріям інтелекту. Наприклад, емпатія надзвичайно важлива в таких професіях, як психіатри чи продавці, у той час як хірург вимагає більше фізичних навичок, а підприємець потребує аналітичних навичок для досягнення успіху. У деяких професіях процедурні знання є вирішальними. Іншими словами, має сенс говорити про навички лише стосовно конкретних завдань або цілей у конкретному середовищі.
Отже, мова йде про дійсну діагностику та розвиток операційних і, отже, вимірюваних компетенцій, які необхідні для того, щоб мати можливість досягти чітко сформульованого цілі. Прикладами є лідерські навички для людей, які відповідають за управління, управлінські навички для людей із крос-функціональною відповідальністю або навички продажів для працівників маркетингу та продажів. Вже згадана компетентність реалізації або сила волі - технічно також називається Воля - вважається незалежною від ситуації або загальною.

## Види успіху
Як види успіху можна виділити такі поняття.

### За цільовим спрямуванням
- Частковий успіх, однак мета досягається не цілковито, але лише частково.
- Помірний успіх

- Терапевтичний успіх

- Очевидний успіх

### За ставленням до людини
- Особистий успіх

- Лідерський успіх

- Реалізація цілей у рамках узгодження цілей між менеджерами та співробітниками, як запропоновано Пітером Друкером у 1954-му.[5]

## Синоніми
(Вдале завершення певної роботи) досягнення, (книжки) визнання, удача, здобуток, перемога, талан, щастя, (урочисто) звершення, (в науці) поступання, поступ, проґрес, (блискучий) фурор, тріумф, рекорд.

## Сталі вирази
Сп'яні́ти від у́спіху (від у́спіхів) — втратити здатність тверезо, самокритично оцінювати реальну дійсність під впливом досягнутого в якійсь справі; зазнатися.
І сталась з людиною зміна крута: Сп'янівши від успіху того, Директор заводу «Чавунна плита»

Влюбився… у себе ж самого!

                              (С. Олійник)